# Lappida ferocula
Lappida ferocula är en insektsart som först beskrevs av William Lucas Distant 1887.  Lappida ferocula ingår i släktet Lappida och familjen Dictyopharidae. Inga underarter finns listade i Catalogue of Life.